# 稲田三吉
稲田 三吉（いなだ さんきち、1925年3月17日 - 2013年8月3日）は、日本のフランス文学者、翻訳家。早稲田大学名誉教授。

## 略歴
東京生まれ。早稲田大学仏文科卒。早稲田大学教育学部助教授、教授。
1985年、「アラゴンにおけるリアリズム観の変遷について」で早稲田大学より文学博士の学位を取得。1992年、退任、名誉教授。
主としてシュールレアリスムを研究、ほか翻訳も数多い。

## 著書
- 『シュールレアリスム 二〇世紀的精神の烽火』（現代思潮社、現代新書） 1963
- 『構造主義と文学の方法』（新日本出版社） 1980
- 『アラゴン研究 そのリアリズム観の変遷について』（白水社） 1986

## 翻訳
- 『従妹ベット』（バルザック、平岡篤頼共訳、東西五月社、フランス文学全集5 「バルザック集」） 1960
- 『シュールレアリスム宣言 1924 - 1942』（アンドレ・ブルトン、現代思潮社） 1961
- 『ナジャ』（ブルトン、現代思潮社） 1962
- 『シュールレアリスム』（イヴ・デュプレシス、白水社、文庫クセジュ） 1963
- 『通底器』（ブルトン、現代思潮社） 1963
- 『女の一生』（モーパッサン、旺文社文庫） 1965
- 『シュールレアリスムの歴史』（モーリス・ナドー、大沢寛三共訳、思潮社） 1966
- 『ピエールとジャン』（モーパッサン、旺文社文庫） 1967
- 『アンドレ・ブルトン』（J・L・ベドゥアン編著、笹本孝共訳、思潮社、セリ・ポエティク） 1969
- 『自白 プラハ裁判煉獄記』（アルトゥール・ロンドン、サイマル出版会） 1972
- 『ブルトン詩集』（ブルトン、ジャン=ルイ・ベドゥアン編、笹本孝共訳、思潮社） 1974
- 『世界短編名作選 フランス編』1 - 2（小場瀬卓三, 河合亨共編集、新日本出版社） 1977 - 1978
- 『バーゼルの鐘』（ルイ・アラゴン、三友社出版、20世紀民衆の世界文学 フランス篇） 1987
- 『ブルトン、シュルレアリスムを語る』（佐山一共訳、思潮社） 1994
- 『ブランシュとは誰か 事実か、それとも忘却か』（アラゴン、柏書房） 1999